# Trudi Wiget
Trudi Wiget, gelegentlich auch Trudy Wiget geschrieben, (* 25. Januar 1921 in Arbon; † 2008 ebenda) war eine Schweizer Malerin und Zeichnerin. Ihre Arbeiten zeichnen sich durch eine bunte Farbgebung in der Malerei und durch Detailtreue im zeichnerischen Schaffen aus.

## Biografie
Wiget wurde 1921 in Arbon geboren und besuchte die örtlichen Schulen, wo sie früh eine Vorliebe für das Zeichnen und Malen entwickelte. Nach der Schulzeit absolvierte sie eine Ausbildung zur technischen Zeichnerin und war mehr als 40 Jahre bei der Firma Saurer in Arbon tätig. In dieser Position konnte sie ihre zeichnerischen Fähigkeiten beruflich einsetzen und gleichzeitig ihre Leidenschaft für die Malerei in der Freizeit fortführen. Während Aufenthalten bei ihrer Mutter in Mendrisio widmete sich Wiget intensiv der Malerei. Dort lernte sie auch Hugo Arnold Strauss kennen, bei dem sie ihre Techniken in Bezug auf Ausdruck, Farbigkeit und Darstellung verfeinerte.
Wiget lebte ihr Leben lang in Arbon an der Pestalozzistrasse neben dem Künstler Willi Biefer, mit dem sie eine enge künstlerische Zusammenarbeit pflegte.

## Künstlerisches Schaffen und Stil
Ihre Werke zeichnen sich durch eine farbenfrohe Darstellung und detaillierte Wiedergabe von Landschaften und Dorfbildern aus. Die Zeit im Tessin sowie die Zusammenarbeit mit Hugo Strauss beeinflussten ihren Stil massgeblich. Ihre Gemälde reflektieren eine tiefe Verbundenheit mit der Natur und zeichnen sich durch eine klare Struktur und die Verwendung kräftiger Farben aus. Als Zeichnerin illustrierte sie Werke im Eichen-Verlag Arbon, unter anderem von den Autoren Walter Keller und Peter Kilian.

## Bedeutung und Rezeption
Trudi Wiget war eine wichtige Figur in der Arboner Kunstszene. Nach ihrem Tod wurde anlässlich ihres 100. Geburtstags die Trudi-Wiget-Stiftung gegründet, die das künstlerische Erbe Wigets bewahren und fördern soll.

## Werke (Auswahl)
- Schatzkästlein tessinischer Erzählungen. Walter Keller. Eichen-Verlag Arbon, 1952
- Das Schloss meiner Jugend. Walter Keller. Eichen-Verlag Arbon, 1953
- Angst im Schatten. Venero Delucchi, übertragen von Walter Keller. Eichen-Verlag Arbon, 1954
- Erzählungen aus dem alten, schönen Italien. Walter Keller. Eichen-Verlag Arbon, 1956
- Kleine Welt am Strom. Peter Kilian. Eichen-Verlag Arbon, 1957
- Meine Schulkameraden und ich. Jakob Oettli. Eichen-Verlag Arbon, 1958